# Wiesbaden Hauptbahnhof
Wiesbaden Hauptbahnhof – główna stacja kolejowa w Wiesbaden, w kraju związkowym Hesja, w Niemczech. Obsługuje dziennie około 40 tys. pasażerów.
Stanowi stację końcową S-Bahn Ren-Men (linie S8 i S9 przez Frankfurt (Main) Hauptbahnhof do Hanau oraz S1 przez Frankfurt (Main) Hauptbahnhof do Rödermark – Ober-Roden).